# 西谷村 (大分県)
西谷村（にしたにむら）は、大分県下毛郡にあった村。現在の中津市の一部にあたる。

## 地理
跡田川支流、西谷川沿いの谷あいに位置していた。

## 歴史
- 1889年（明治22年）4月1日、町村制の施行により、下毛郡西谷村が単独で村制施行し、西谷村が発足[1][2]。大字は編成せず[2]。役場を字元木に設置し、のち字中野に移転した[2]。
- 1954年（昭和29年）3月31日、本耶馬渓村に編入され廃止[1][2]。

## 産業
- 農業[2]